# Omoedus niger
Omoedus niger là một loài nhện trong họ Salticidae.
Loài này thuộc chi Omoedus. Omoedus niger được Tord Tamerlan Teodor Thorell miêu tả năm 1881.